# Bazylika św. Chryzogona w Rzymie
Bazylika św. Chryzogona w Rzymie, zwana również Bazylika św. Chryzogona na Zatybrzu (wł. Basilica di San Crisogono in Trastevere lub też San Crisogono) – rzymskokatolicki kościół tytularny w Rzymie.
Świątynia ta jest kościołem parafialnym oraz kościołem tytularnym, mającym również rangę bazyliki mniejszej. Jest też kościołem stacyjnym z piątego poniedziałku Wielkiego Postu. Budowla ta była wznoszona i przebudowywana na przestrzeni V i VIII wieku, we wnętrzu na szczególną uwagę zasługują 24 antyczne kolumny, jak również Cosmati oraz kościół dolny. Świątynia była kościołem narodowym Sardynii i Korsyki.

## Lokalizacja
Kościół znajduje się (na lewej stronie Tybru) w XIII Rione Rzymu – Zatybrze (Trastevere), około 200 metrów na południe od mostu Garibaldiego. Fasada główna znajduje się przy Piazza Sidney Sonnino, nawa północna przylega do Piazza San Giovanni de Matha.

## Patron
Patronem świątyni jest św. Chryzogon – kapłan rzymski, który poniósł śmierć męczeńską za wiarę chrześcijańską w IV wieku. Św. Chryzogon jest wymieniany w pierwszej modlitwie eucharystycznej.

## Historia
Pod koniec IV lub w V wieku rzekomy dom mieszkalny Chryzogona został przekształcony na pierwszy kościół. W 499 po raz pierwszy zostaje wspominany tytuł Titulus Chrysogonus. Papież Grzegorz III na początku VIII wieku powiększył kościół i założył klasztor benedyktynów, który następnie przyłączył do kościoła. W 1120 kardynał Giovanni da Crema kazał zbudować dzwonnicę. W latach 1123/1124 lub w 1129 został wbudowany na zlecenie papieża Kaliksta II i papieża Honoriusza II obecny budynek w miejscu starego kościoła. Ostateczny barokowy wystrój kościoła został nadany mu w 1623 przez Giovanniego Battistę Soria na zlecenie kardynała Scipione Borghese Caffarelli. Ostatnia renowacja świątyni została przeprowadzona w 1866.

## Architektura
Kościół zbudowany jest w formie bazyliki, trójnawowy z niższymi nawami bocznymi (do nawy głównej), bez kopuły. Transept jest stosunkowo krótki, jednak świątynia ma dość szeroką absydę. Kościół ma romańską dzwonnicę.
Dzisiejsza fasada została wykonana w 1626 roku według projektów architekta Giovanniego Battistę Soria. Jest ona zdominowana przez portyk składający się z czterech kolumn i opartych na nich architrawach oraz dwóch wejść bocznych zwieńczonych łukami i pilasterami po bokach. Choć niniejszy portyk powstał w XVII wieku, to jego cztery kolumny pochodzą z XII wieku, tj. z przebudowy kościoła w 1129. Wspomniany architraw wieńczą kamienne orły i smoki (zwierzęta heraldyczne z herbu Scipione Borghese) oraz wazy.
Wnętrze bazyliki zdobi 22 starożytnych granitowych kolumn z barokową odmianą jońskich kapitelów, oddzielające nawy kościoła. Kolumny te wieńczy architraw, powyżej którego znajduje się clerestorium z XII wieku. Dwie starożytne kolumny z porfiru wspierające łuk triumfalny, są największymi tego rodzaju w Rzymie.
Podłogi w kościele są zdobione cosmatiami z XIII wieku. Bogato zdobiony, kasetonowy strop pochodzi z pierwszego kwartału XVII wieku, z czasów przebudowy Soira. Przedstawione są na nim m.in. ręce kardynała Scipione Borghese Caffarelli, a także kopia obrazu „Triumf świętego Chryzogona” (San Crisogono in Gloria), kopii obrazu autorstwa Guercino.
Absyda zawiera mozaiki z XIII wieku przedstawiające Marię Dziewicę z Dzieciątkiem Jezus na tronie pomiędzy św. Sebastianem i św. Chryzogonem, przypisywane szkole Pietro Cavalliniego. Ołtarz główny z XII wieku z relikwiami świętego Chryzogona. Kaplica Najświętszego Sakramentu (po prawej stronie ołtarza głównego) została wybudowana według projektów Giovanniego Lorenzo Berniniego. W kaplicy po lewej stronie ołtarza głównego znajdują się relikwie Jana z Mathy założyciela zakonu Trynitarzy.
W lewej nawie bazyliki znajdują się schody prowadzące do tzw. dolnego kościoła, odsłoniętego podczas trzech prac wykopaliskowych z lat 1907, 1914 i 1923-1924. Widoczne są tam plany układu kościołów z V i VIII wieku oraz fragmenty malowideł ściennych z różnych epok od VIII do XI wieku. Są tam m.in. freski przedstawiające świętych Benedykta, Pantaleona, Sylwestra i Katarzyny Aleksandryjskiej z połowy XI wieku. Zleceniodawca tych dzieł nie jest znany, jednak podobieństwo stylu do reform gregoriańskich z Montecassino, pozwalają przypuszczać, iż mógł być to kardynał prezbiter kościoła San Crisogono – Frederick z Lotaryngii, jak również jeden z jego następców z tytułem kardynała San Crisogono.

## Kardynałowie prezbiterzy
Bazylika św. Chryzogona jest jednym z kościołów tytularnych nadawanych kardynałom-prezbiterom (Sancti Chrysogoni).

- Piotr (499)
- Jan (595)
- Stefan (745–752)
- Marinus (758–767)
- Zachariasz (853)
- Piotr (861–879)
- Teofilakt (963–964)
- Jan (1026)
- Piotr (1044)
- Fryderyk z Lotaryngii, OSB (1057)
- Stefan (1057–1069)
- Piotr (1070–1092, od 1084 w obediencji wibertyńskiej)
- Cenzio (obediencja wibertyńska, po 1098–1118)
- Bernardo degli Uberti OSBVall (1099–1106)
- Berard z Marsi (1110)
- Gregorio z Lukki (1111–1113)
- Teodoryk (1114–1115)
- Giovanni da Crema OSB (1116–1134)
- Bernard OCart (1136–1138)
- Guido Florentinus (1140–1157)
- Bonadies (1158–1162)
- Pierre Ithier de Pavie CanReg (1173–1179)
- Stephen Langton (1206–1207)
  - Giovanni Gaetano Orsini, in commendam (1259-1277)
  - Pierre d'Arrabloy, in commendam (1328-1331)
  - Jean-Raymond de Comminges, in commendam (1331–1348)
  - Guy de Boulogne, in commendam (1351?–1373)
- Corrado Caraccioli (1405–1411)
- Pierre d’Ailly (1412–1420)
- António Martins de Chaves (1440–1447)
- Wincenty Kot (obediencja bazylejska, 1441–1447)
- Antonio Cerdá y Lloscos OSsT (1448–1459)
- Giacomo Ammannati-Piccolomini (1462–1477), in commendam (1477–1479)
- Girolamo Basso della Rovere (1479–1492)[7]
- Giovanni Battista Ferrari (1500–1502)
- Adriano di Castello (1503–1518)
- Albrecht von Brandenburg (1518–1521)
- Eberhard von der Mark (1521–1538)
- Girolamo Aleandro (1538–1542)
- Pietro Bembo OSIoHieros (1542–1544)
- Uberto Gambara (1544–1549)
- Jean du Bellay (1549–1550)
- Antoine Sanguin de Meudon (1550–1559)
- Cristoforo Madruzzo (1560)
- Jean Bertrand (1560)
- Charles de Bourbon-Vendôme (1561–1590)
- Domenico Pinelli (1591–1602)
- Camillo Borghese (1602–1605)
- Carlo Conti (1605)
- Scipione Caffarelli-Borghese (1605–1629); in commendam (1629–1633)
- Pietro Maria Borghese (jako diakon, 1633–1642)
- Fausto Poli (1643–1653)
- Lorenzo Imperiali (1654–1673)
- Giovanni Battista Spada (1673–1675)
- Carlo Pio (1675–1681)
- Paluzzo Paluzzi-Altieri (1681–1684)
- Giulio Spinola (1684–1689)
- Fabrizio Spada (1689–1708)
- Filippo Antonio Gualterio (1708–1725)
- Prospero Marefoschi (1725)
- Giulio Alberoni (1728–1740)
- Sigismund von Kollonitz (1740–1751)
- Giovanni Giacomo Millo (1753–1757)
- Giovanni Battista Rotario da Pralormo (1758–1766)
- Filippo Maria Pirelli (1766–1771)
- Francesco Maria Banditi CRT (1775–1796)
- Gioacchino Pecci (1853–1878)
- Friedrich Egon von Fürstenberg (1880–1892)
- Philipp Krementz (1893–1899)
- Francesco di Paola Cassetta (1899–1905)
- Pietro Maffi (1907–1931)
- Theodor Innitzer (1933–1955)
- Antonio María Barbieri OFMCap (1958–1979)
- Bernard Yago (1983–1997)
- Paul Shan Kuo-hsi SJ (1998–2012)
- Andrew Yeom Soo-jung (od 2014)